# جمهورية الجدول الهندي
جمهورية الجدول الهندي (بالإنجليزية:  Republic of Indian stream)‏ كانت جمهورية دستورية غير معترف بها في قارة أمريكا الشمالية، على طول الحدود التي تفصل مقاطعة كيبك الكندية الحالية عن ولاية نيوهامبشير الأمريكية. كانت موجودة في الفترة من 9 يوليو 1832 إلى 5 أغسطس 1835. وُصفت المنطقة بأنها «إقليم الجدول الهندي»، من قبل مراقب التعداد بالولايات المتحدة في عام 1830، وقد تم تسمية المنطقة باسم الجدول الهندي، وهو مجرى مائي صغير. كان لديها حكومة ودستور منظمين ومنتخبين وخدمت حوالي ثلاثمائة مواطن.

## التاريخ
تم تسوية المنطقة لأول مرة من قبل الأوروبيين بموجب منحة أرض، ليس من ملك بريطانيا العظمى، ولكن من هندي سانت فرانسيس يُدعى الملك فيليب، بعد ميتاكوميت، والذي كان يُطلق عليه أيضًا الملك فيليب.
تم بيع هذه المنحة إلى إحدى شركات المضاربة على الأراضي، في حين قدمت مجموعة ثانية من الهنود الحمر من نفس القبيلة إقرارات لشركة أخرى من الأوروبيين بأن رئيسهم قد تم خلعه وأنه تم تفويضهم بإصدار منحة للشركة الثانية. بعد الحرب الثورية، قامت كلتا الشركتين بمسح المناطق وأصدرا منح الأراضي الخاصة بهما للمستوطنين، والتي كثيرًا ما تتداخل مع بعضها البعض. بعد حرب 1812، عندما كانت كلتا الشركتين في ضائقة مالية، قاموا بدمج وتسوية جميع مطالبات الأراضي.
كان إنشاء جمهورية الجدول الهندي كدولة مستقلة، في الأساس، نتيجة للحدود الغامضة بين الولايات المتحدة وكندا السفلى البريطانية على النحو المحدد في معاهدة باريس لعام 1783. كانت هناك ثلاثة تفسيرات محتملة لمكان وجود «الرأس الشمالي الغربي لنهر كونيتيكت». ونتيجة لذلك، فإن المنطقة الواقعة في وحول الروافد الثلاثة التي تغذي رأس نهر كونيتيكت لم تكن نهائية تحت الولاية القضائية للولايات المتحدة أو كندا السفلى (التي تشكلت عام 1791).
شملت الجمهورية المناطق الشمالية لما يعرف الآن بولاية نيو هامبشاير، بما في ذلك بحيرات كونيكتيكت الأربعة. أعلنت كلا بريطانيا والولايات المتحدة أن هذه المنطقة هي جزء من جزء من أراضيهم. حيث أرسل كلا الجانبين جامعي الضرائب وعمدة تحصيل الديون. أثار الازدواج الضريبي غضب السكان، وتم إعلان استقلال الجمهورية لوضع حد لهذه القضية حتى يحين الوقت الذي يمكن للولايات المتحدة وبريطانيا العظمى أن تتوصل فيهما إلى تسوية بشأن خط الحدود. اعتبر بعض المواطنين أن الجدول الهندي جزء من الولايات المتحدة ولكن ليس جزءًا من نيو هامبشاير. أعلنت جمعية الجدول الهندي الاستقلال في 9 يوليو 1832، وأصدرت دستورًا. كان لوثر باركر أحد واضعي الدستور، الذي عمل كقاضي سلام للجمهورية من 1832 إلى 1835.
لم يتسبب إعلان الاستقلال في توقف عمدة مقاطعة كوس عن مشاركته في شؤونها، حيث أدت الأحداث اللاحقة إلى غزو وشيك من قبل نيو هامبشاير. في 30 يوليو 1835، طلب هذا العمدة ميليشيا. اجتمعت مجموعتان من المشاة من البلدات المحيطة بكولبروك في ستيوارتستاون، على استعداد للتقدم إلى المنطقة المتنازع عليها. وفي 4 أغسطس، التقى ما بين 30 و 40 عضوًا في المجلس، وأصدر لهم إنذارًا. بعد التهديد بالضم القسري، استسلم معظم أعضاء المجلس المجتمعين ورضخوا لضم نيو هامبشاير. توقفت الجمهورية عن العمل بشكل مستقل في اليوم التالي عندما كتب خمسة من قادة الجدول الهندي إلى مسؤول بريطاني في شيربروك، بكندا السفلى، أنه مع عدم حدوث رد على التماسهم بالحماية من قبل البريطانيين في الوقت المناسب، ستوافق جمهورية الجدول الهندي على ضم نيو هامبشاير. وافق ريتشارد بلانشارد، أحد «ستريمرز»، على العمل كنائب عمدة مقاطعة كوس. بقيت الميليشيا في ستيوارتستاون وعادوا إلى منازلهم في 6 أغسطس / آب.